# Хилдепранд
Хилдепранд (у народу знан као Неспособни) је био краљ Ломбарда 744. и праунук Лиутпранда. учествовао је у опсади Равене 734. са Лиутпрандом, а 737. Лиутпранд га је прогласио за свог наследника. Почео је своју владавину јануара 744, али га је властела збацила с престола због његове неспособности. Умро је у августу. 